# Balestier Khalsa FC
El Balestier Khalsa Football Club es un equipo de fútbol de Singapur que juega en la S. League, la liga de fútbol más importante del país.

## Historia
Fue fundado en el año 1898 con el nombre Fathul Karib Football Club y tenía como sede el Farrer Park. En 1975 cambiaron el nombre por el de Balestier United FC y se unieron a la temporada inaugural de la National Football League.
En 1996 se convirtieron en uno de los miembros fundadores de la S. League y cambiaron su nombre por el de Balestier Central FC.
En el año 2002 se fusionaron con el Clementi Khalsa Football Club y cambiaron su nombre por el que usan actualmente.

## Palmarés
- Copa de Singapur: 2

1958, 1992
- Copa de la Liga de Singapur: 1

2012

## Participación en competiciones de la AFC
- Recopa de la AFC: 1 aparición

1993 - abandonó en la Primera Ronda

## Entrenadores Desde la Fusión
- Jang Jung (enero de 2003–diciembre de 2005)
- Abdul Karim Razzak (enero de 2005 - diciembre de 2009)
- Nasaruddin Jalil (enero de 2010–diciembre de 2010)
- Salim Moin (enero de 2011–diciembre de 2011)
- Darren Stewart (enero de 2012–diciembre 2013)
- Marko Kraljevic (enero de 2014–enero 2019)
- Khidhir Khamis (febrero de 2019–septiembre 2019)
- Marko Kraljevic (septiembre de 2019–diciembre 2021)
- Akbar Nawas (enero de 2022–Presente)